# Œuf mayonnaise
L'œuf mayonnaise, œuf dur mayonnaise, ou familièrement œuf mayo, est un œuf dur froid et coupé en deux, accompagné de mayonnaise. Cette recette d'œufs durs a pris une dimension symbolique de cuisine simple, sans sophistication, dans la tradition de la bistronomie, même si monter une mayonnaise demande un tour de main.
On ne doit pas les confondre avec les œufs bayonnaise qui sont des œufs pochés froids sur fond d'artichaut garnis de piperade à la mayonnaise et jambon de Bayonne.

## Histoire
Au XVIIe siècle, à la mayonnaise près, les œufs vinaigrette (Œufs en salade - 1755) de Menon évoquent les œufs froids farcis actuels: « Œufs en salade. Foncez le plat de chicorée ou laitues; arrangez dessus des œufs durs ou à demi-mollets, coupez en deux, et dans le milieu entier découpé artistement ; garnirez tout le vide avec de la petite fourniture, assaisonnez de sel, gros poivre, huile et vinaigre ; l'on en fait aussi sans salade en mettant de même façon, persil, ciboules, échalottes hachées chacun séparément ». Cette salade d'œuf, constante comme entremets au XIXe siècle n'abandonne la vinaigrette au profit de la mayonnaise que tardivement. En 1935, on parle encore de « salade aux œufs », très comparable à l'œuf mayonnaise mais avec mayonnaise servie à part en option (et pommes de terre en rondelles). 
Début XXe siècle les œufs durs coupés et nappés de mayonnaise étaient des garnitures, fonction qu'ils conservent toujours. Par exemple chez Escoffier (1903) : « Salade de laitue avec escalopes de filets de volaille. Bordure de cœurs de laitues et quartiers d'œufs durs. Sauce mayonnaise à part », ou en 1918 en garniture de saumon froid, garniture des poissons froids dans le Larousse Ménager 1926,,. En 1934, les « œufs durs Clichy » sont des œufs durs avec haricots verts, cornichons et olives.
La première recette d'œufs à la mayonnaise présentés comme une entrée est donnée par A. Bautte en 1906 dans Les Œufs, avec 1000 manières de les préparer et de les servir. Dans sa recette no 247, Œufs pochés froids à la mayonnaise, les œufs sont « décorés de cornichons, estragon ou betterave et servis sur des croutons », et dans la no 558, Les Œufs durs à la mayonnaise, ils sont posés « sur un lit de laitue, couper en quatre poser les œufs durs coupés en tranche recouverts d'une légère couche de mayonnaise, quadriller d'anchois et de câpres, décorer d'olives ou de lames de betterave ». Ils entrent dans les recettes des écoles ménagères en 1912. La recette de Bautte sera durablement reproduite, on la trouve encore à l'identique dans Le Phare de la Loire en 1935. Le Larousse ménager 1926 donne des œufs moulés mayonnaise (cuits durs dans une cocotte, refroidis nappés de mayonnaise).
La fréquence du terme dans la presse francophone est importante de 1930 à 1940, elle croit à nouveau dans l'ensemble des sources numérisées par Google à partir de 1975,. Il y a eu en 1945 des œufs durs mayonnaise sur le marché noir à 150 francs l'œuf.
Ils sont un plat de bistrot (« Ils entrèrent au bistrot... Elle commanda aussitôt deux œufs durs mayonnaise et une bouteille de beaujolais », 1959), de restaurant, une entrée rapidement préparée, et un plat de cantine,,,.

## Présentation

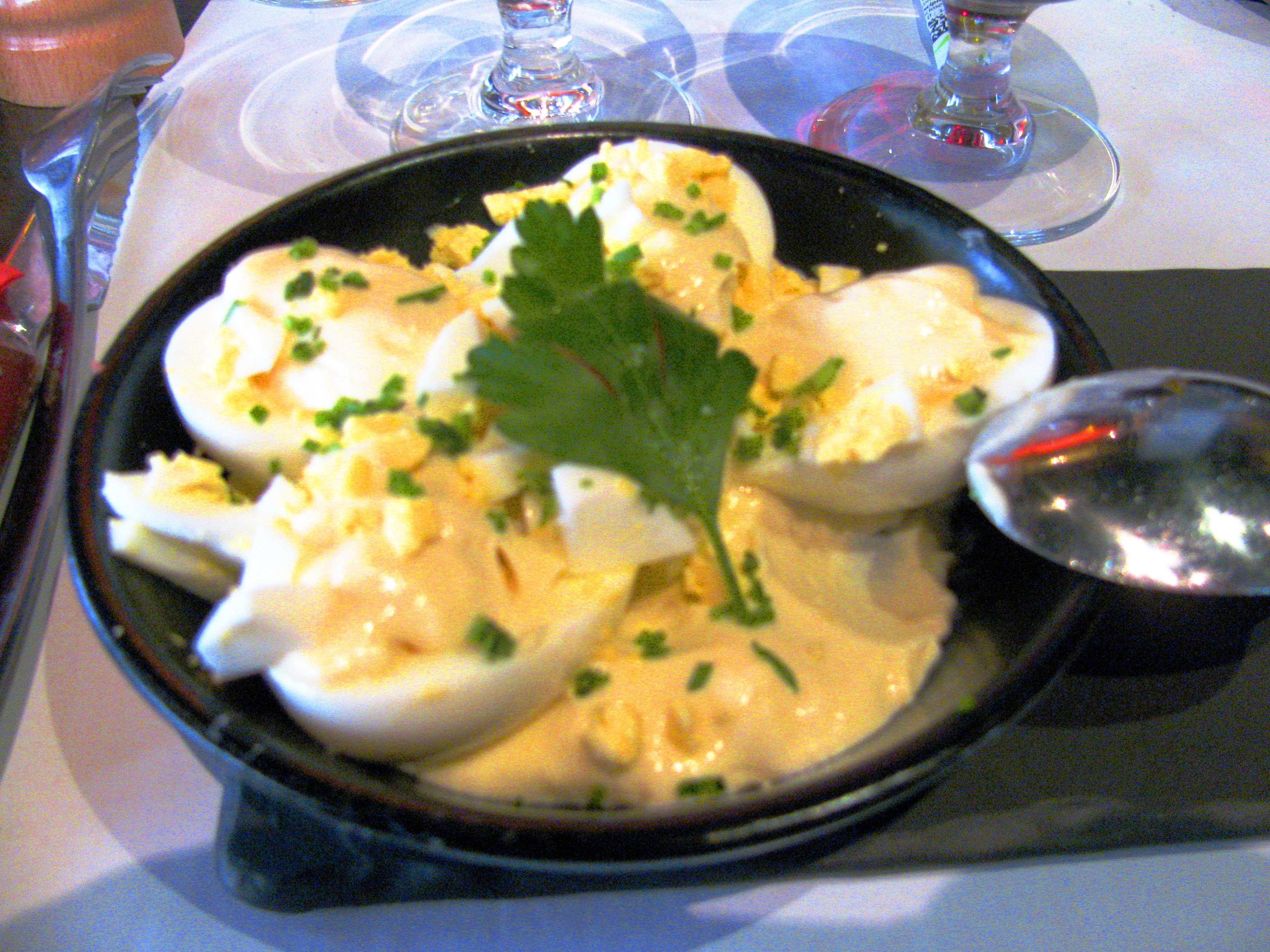
Œufs durs avec une dose importante de mayonnaise.

L'œuf mayonnaise est parfois défini comme variante de l'œuf mimosa. Les œufs mimosa sont effectivement plus souvent cités dans la littérature numérisée. Ces présentations d'œufs durs font partie d'une grande famille d'œufs durs farcis. Les amateurs sont attentifs à trois composants : l'œuf dur qui doit être gros et pas trop cuit (jaune encore collant, 9 minutes de cuisson), la sauce mayonnaise qui doit être fraichement montée est le plus souvent assaisonnée de moutarde, et enfin les garnitures dont le but est d'apporter couleur et croquant.

### Garnitures
Ciboulette, estragon, aneth (fréquent en Russie), cerfeuil, basilic, cresson, graines de sésame sont des finitions fréquentes,.
La garniture classique est les anchois et les câpres, l'œuf posé sur des feuilles de laitue. On rencontre aussi d'autres garnitures végétales: macédoine, tomate, olives, mesclun et souvent des garnitures de poisson ou produits de la mer (crevettes, crabe, œufs de saumon),. Plus généralement, on peut se reporter aux garnitures des œufs mimosa, de même pour les variantes de mayonnaise (au safran, tartare, mayonnaise collée à la gelée, etc.),.
L'uova sode al tonno con maionese en Italie, et les huevos rellenos de atún y mayonesa en Espagne, sont un œuf dur farcis d'une mayonnaise au thon,. Le yumurta mayonez en Azerbaïdjan, et ביצים קשות עם מיונז en Israël, est assaisonné de paprika,. En Pologne, où les œufs mayonnaise sont servis au petit-déjeuner de Pâques, on teinte les œufs en rose avec de la betterave pour faire des różowe jajka z majonezem (œufs roses à la mayonnaise),.
Souvent les œufs mayonnaise désignent des salades d'œufs en morceaux mélangés à de la mayonnaise (яйчена майонеза bulgare par exemple). 

### Sandwich à l'œuf mayonnaise

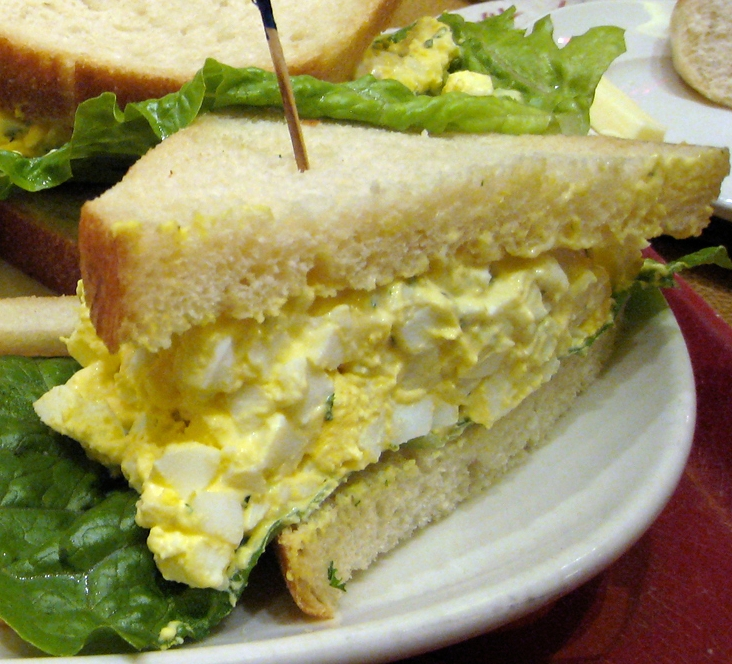
Sandwich à la salade d'œufs.

En 1930, le sandwich à l'œuf mayonnaise et rondelle de saucisson est vendu dans les premiers distributeurs automatiques de nourriture parisiens. 
Le sandwich à la salade aux œufs (Egg salad sandwich) est une salade d'œufs durs coupés en petits morceaux, de ciboulette et souvent de céleri haché croquant à la mayonnaise tartinée sur un pain de mie, spécialement apprécié en Amérique du Nord. Ces salades d'œufs, salade aux œufs, œufs en salade sont anciennes dans la langue française et évoquent une filiation des garnitures jusqu'à l'œuf mayonnaise, comme celle de François Massialot (1722) avec « anchois, câpres, fenouil, laitues, betteraves, pourpier et cerfeuil »,. L'apparition de l'Egg salad dans la langue anglaise et nettement plus tardive (vers 1880). 

## ASOM

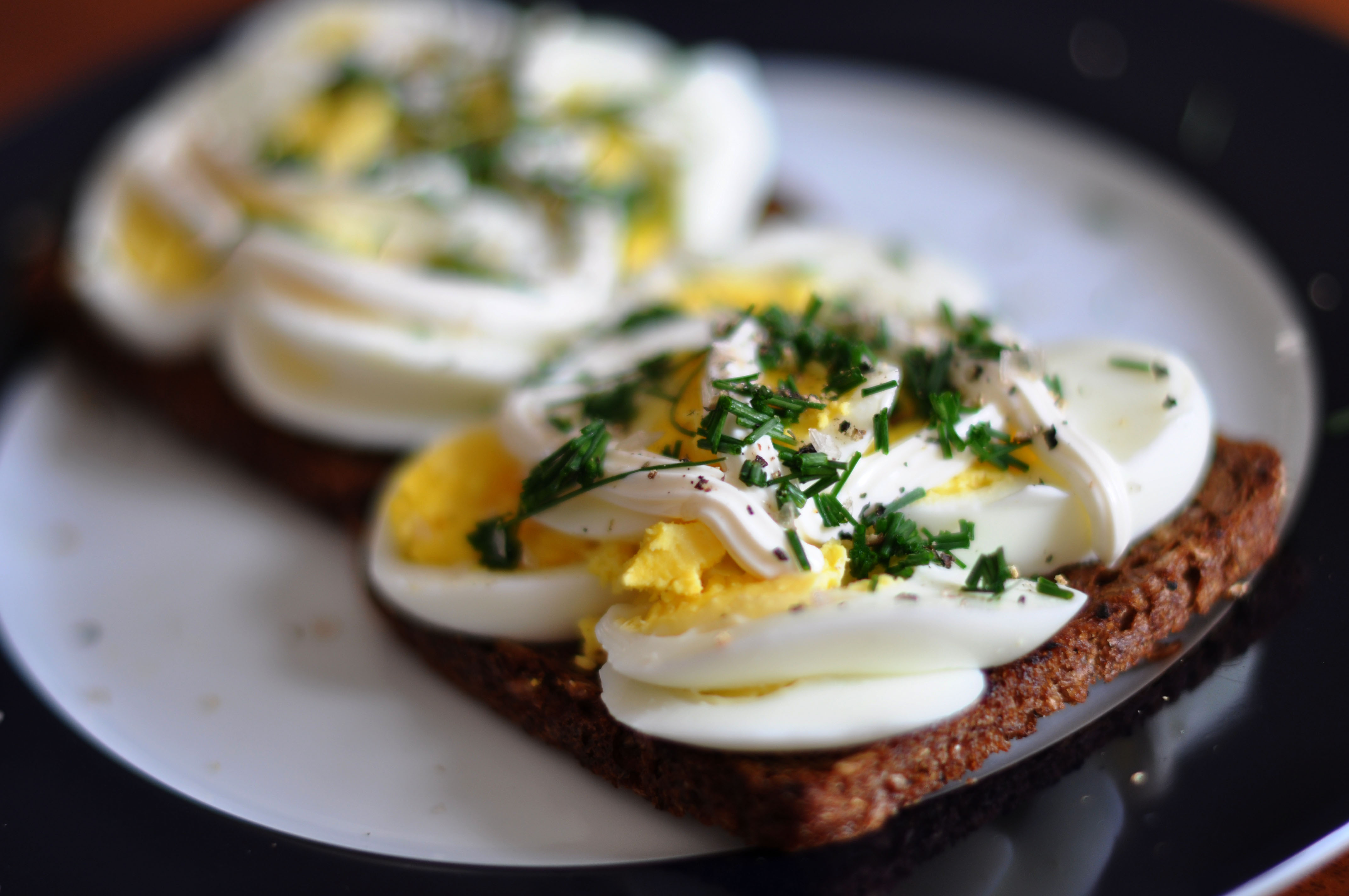
Œuf sur toast avec des doutes sur la mayonnaise maison.

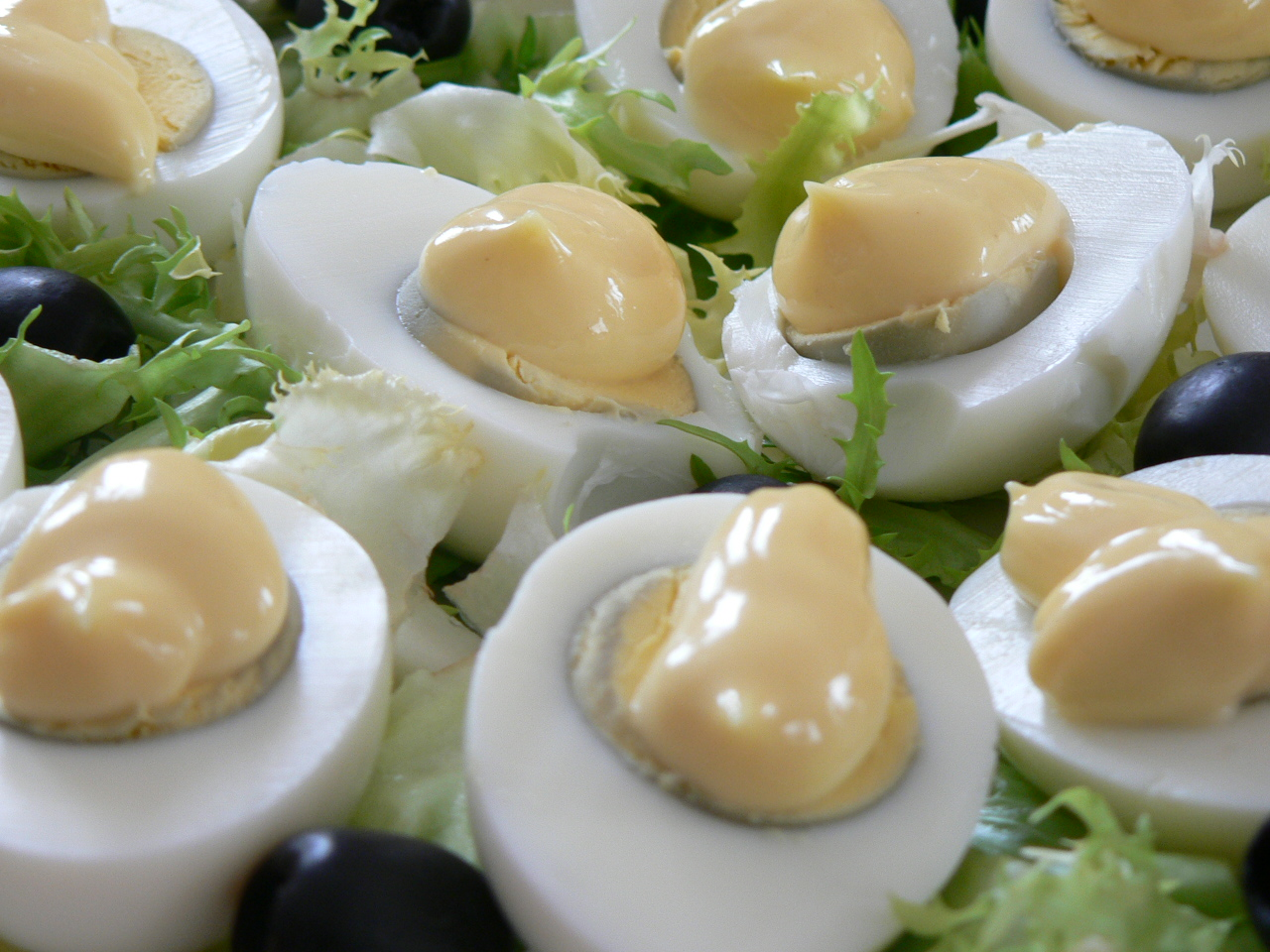
L'ASOM veille à ce que la mayonnaise soit nappante et suffisante pour qu'on puisse saucer le reste avec du pain, ce qui n'est pas le cas ici.

Une association française, baptisée Association pour la Sauvegarde de l’Œuf Mayonnaise (ASOM), a été créée par Claude Lebey avec pour objet « la promotion de la tradition gastronomique de l’œuf mayonnaise, la préservation de son authenticité, la valorisation des ouvriers et amateurs y étant fidèles et sa transmission aux nouvelles générations ». Elle est parrainée des Guides Lebey. Elle promeut une Charte de l’Œuf Mayonnaise qui est un œuf de poule (ce qui exclut l'œuf de caille mayonnaise, mais ne rebute pas un candidat de présenter un œuf d'oie « revisité » en 2021,) cuit jaune fondant non coulant, une mayonnaise « souple et nappante » (les mayonnaises des candidats aux concours ne comprennent jamais de lubies actuelles comme le piment), une présentation classique.
Elle organise un championnat du monde de l’œuf mayonnaise annuel. La tendance historique est de récompenser une exécution parfaite (texture de l'œuf dur, onctuosité et gout de la mayonnaise, accompagnement d'une salade appropriée) dans laquelle les chefs parisiens dominent. Le champion du monde 2018 était Cédric Duthilleul du bistrot Le Griffonnier avec un œuf mayonnaise une salade de pommes de terre servie tiède. En 2019, Clément Chicard du Bouillon Pigalle remporte le titre avec un œuf mayo à 1,90 € (mayonnaise au vinaigre de Xérès et à l’huile d'arachide). Suivent en 2021, Sébastien Devos de la Rôtisserie d'Argent, en 2022 Adrien Spanu et Grégoire Simon de La Grande Brasserie, Paris IV, les servent sur du céleri rémoulade, en 2023 Maxime Plateau du Moulin à vent Paris V sert son œuf vainqueur avec des pickles de chou rouge. 
Cette compétition fait des émules avec la création en en 2017 d'un Championnat du monde d’œufs mimosa à Séte et en 2019 du Championnat du monde de l’œuf en meurette. 

### Championnat breton de l’œuf mayonnaise
En avril 2022, des membres de l'ASOM ont organisé une compétition locale entre restaurateurs à Dinan. Elle a été remportée par un œuf cuit à 8 min 40 s, ensuite fumé au bois de hêtre. Mayonnaise au curcuma. Présentation colorée à base de petits pois et de betterave rouge.

## Anthologie
- Camille Saféris, Le Manuel des premières fois, Paris, Presses de la Cité, 1992[52].

« Lorsqu'on offre un soutien-gorge simple, il est sympathique d'offrir la culotte avec. Choisissez des coloris assortis (panthère/léopard, réglisse/menthe, œuf/mayonnaise)... »

- Éric Plamondon, Mayonnaise (Roman), Montréal: Le Quartanier. 2012[53]

« Parfois les artistes viennent parler à la télé de sujets qui n'ont rien à voir avec leur vie professionnelle. Parfois ils font la cuisine en direct avec une animatrice. Ce midi Francis Ford Coppola va réaliser pour vous un œuf mayonnaise ! Tadam ! »